# 의령 남씨 종중 묘역
의령남씨 종중 묘역(宜寧南氏 宗中 墓域)은 인천광역시 서구 원당동에 있는 조선시대의 묘역이다. 2010년 4월 27일 인천광역시의 기념물 제60호로 지정되었다.

## 개요
의령 남씨 부정공파 두장 공 계 문중 묘역에 있는 남정화의 묘, 남정의 묘, 남두장의 묘 등 3기의 묘는 묘표, 묘갈, 상석, 향로석, 문인석, 망주석 등 조선 후기의 석물이 잘 보존되어 있어 조선 시대 사대부 묘역으로 원형이 잘 유지되고 있다.
남정화(南挺華) 묘의 석물은 1679년에 건립된 것으로 묘갈문은 김석주(金錫?)가 짓고 이정영(李正英)이 글씨를 썼다. 망주 석은 한 쌍으로 밑면이 팔각형 기둥이고 맨 꼭대기의 공 모양은 끝이 뾰족한 연꽃 봉오리 형태이며 가장자리는 구슬 모양의 무늬를 둘렀다.
남정(南瀞) 묘의 석물은 1674년에 건립된 것으로 묘표는 김수항(金壽恒)이 글을 짓고 심익현(沈益顯)이 글씨를 썼다. 묘표는 꽃으로 만든 모자를 쓴 것과 같은 형으로 머릿돌은 반원형으로 반쯤 가려진 해를 중심으로 구름무늬를 조각했고 사각 형태의 향로석은 문양을 넣었다. 상석을 받치는 속돌에도 문고리 형태의 문양이 있다. 문인석은 조례에 참석한 관원의 복장 형이고 망주 석은 한 쌍으로 밑면이 팔각 형 기둥이고 맨 꼭대기의 공 모양은 끝이 뾰족한 연꽃 봉오리 형태이며 가장 자리는 구슬 모양의 무늬를 들렀다. 석조 미술품으로 예술적 조각 솜씨를 잘 나타내었다.
남두장(南斗長) 묘의 석물은 1701년 건립 된 것으로 묘갈은 남구만(南九萬)이 글을 짓고 글씨도 썼다. 묘갈은 네 귀에 추녀를 달아 지은 집의 지붕 형으로 지붕 석은 완만한 곡선을 이루고 있다. 네모 형의 받침돌은 문양을 넣지 않았다. 문인석은 조례에 참석한 관원의 복장 형으로 묘역 내 타 문인석에 비하여 약간 작은 편이나 아담하면서도 우수한 조각 솜씨를 보인다.

## 참고 문헌
- 의령남씨 종중 묘역 - 국가유산청 국가유산포털